# Dolichophis caspius
La serpiente látigo del Caspio, Dolichophis caspius es una especie de serpiente látigo que se encuentra en los Balcanes y partes de Europa del Este.

## Descripción
Quizás la especie de serpiente más grande de Europa es la culebra látigo del Caspio. Normalmente crece hasta una longitud de alrededor de 140 a 160 cm. El mayor espécimen visto medía unos 250 cm de largo. Puede pesar hasta 650 g. Esta especie no es venenosa y es mayoritariamente diurno. La cabeza está unida al cuerpo por un grueso cuello. Sus pupilas son redondas. Se pueden encontrar diecinueve filas de escamas suaves en la parte media del cuerpo, aunque muy rara vez puede haber diecisiete. Cada una de las escamas dorsales tiene solamente dos hoyos apicales en el borde posterior. El centro de la escala son de color más claro que los bordes. El lado dorsal es de color marrón grisáceo y presenta marcas que son distintivas en serpientes juveniles y jóvenes, pero que se desvanecen con la edad. El lado ventral es de color amarillo claro o blanco.

## Taxonomía

### Sinónimos
Desde su descripción original por Johann Friedrich Gmelin en 1789, D. caspius ha sido conocido por muchos nombres. A continuación se proporciona una lista de tales sinónimos:
- Coluber caspio Gmelin, 1789
- Coluber acantistes Pallas, 1814
- Coluber termalis Pallas, 1814
- Coluber jugularis caspius — Wütschert, 1984
- Hierophis caspius — Schätti, 1988
- Dolichophis caspius — Nagy et al., 2004

Nota bene: En una sinonimia, los nombres sin guiones son nuevos taxones (descritos como nuevas especies). Sin embargo, los nombres con guiones son solo combinaciones nuevas (trasladados a un género diferente, cambiados de especie a subespecie, etc.).

## Distribución

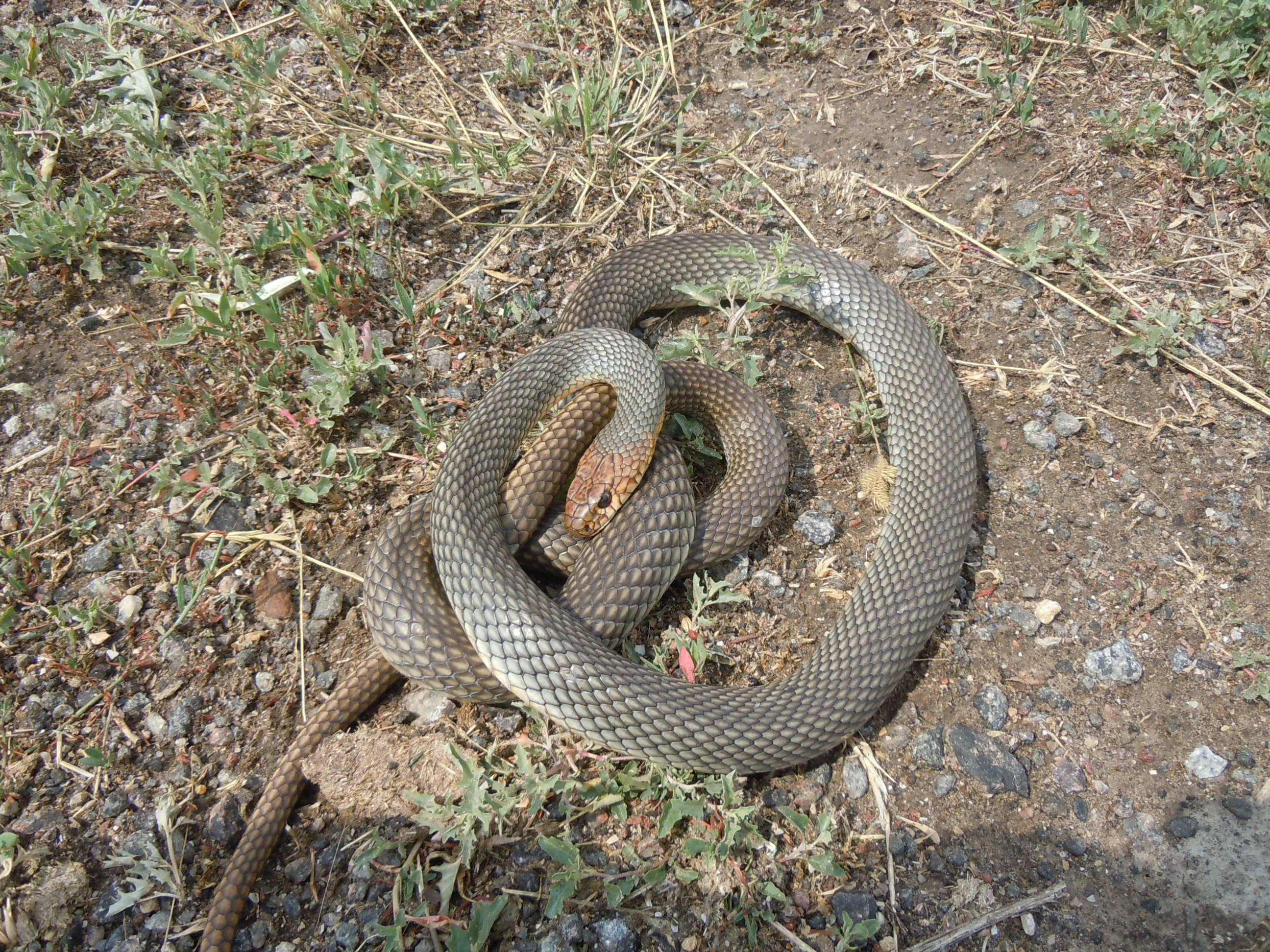
Serpiente látigo del Caspio de Ochakiv, sur de Ucrania

La serpiente látigo del Caspio se encuentra en la península de los Balcanes, partes de Europa del Este y una pequeña porción de Asia Menor. Se puede encontrar en Albania, Bulgaria, Grecia, Macedonia del Norte, Serbia, Rumania, Croacia, Turquía, Moldavia, Montenegro, el sur de Ucrania, el sur de Rusia, Kazajistán y el sur de Hungría. Los resultados de un estudio indican que sus hábitats pueden estar distribuidos a lo largo de áreas bajas cerca de los principales ríos, como el Danubio y el río Olt.
Anteriormente se suponía extinto en Moldavia (este de Rumania, sur de Ucrania y oeste de Moldavia), donde solo se conocía de dos sitios y no se observaba desde 1937. Se recolectaron tres especímenes en mayo de 2007 en el condado de Galați, disipando un poco esta creencia. Aunque se sabe que es común en el área de Dobrudja, el conocimiento de su distribución en otras áreas es escaso. Se cree que es muy raro en estas partes y también puede estar muy amenazado. La legislación nacional ha declarado que D. caspius es "una especie de interés comunitario" y, por lo tanto, debe ser estrictamente protegida.
En Hungría, anteriormente se pensaba que solo existía en dos áreas: una cerca de la capital de Budapest y otra cerca de Szársomlyó. Sin embargo, un estudio reciente de la región ha arrojado varios hábitats de culebras látigo previamente desconocidos a lo largo del río Danubio, incluidos sitios cerca de Dunaújváros y Dunaföldvár. Al igual que en Rumania, D. caspius es una especie protegida en Hungría.

## Hábitat
Los especímenes de D. caspius observados recientemente se encontraron en áreas abiertas cubiertas de hierba con arbustos escasos. También se han encontrado en zonas abiertas y arbustivas, concretamente, entre la pradera del Danubio y la llanura rumana, cerca de Căscioarele. También se encontraron áreas cubiertas de enredaderas cerca de este hábitat. En Drăgăneşti Olt, la especie se encontró en una ladera montañosa. Su hábitat también incluye riberas rocosas y zonas pantanosas, así como jardines y cementerios.

## Dieta
La culebra látigo del Caspio es un depredador generalista y se alimenta de varios vertebrados. Su dieta puede incluir pequeños mamíferos, lagartijas, aves y otras serpientes. Aunque no es venenosa, la culebra látigo del Caspio se considera "feroz" y muerde rápidamente y sin previo aviso. Debido a su capacidad para consumir roedores que pueden dañar los cultivos, se valora como control natural de plagas.

## Conservación
Los datos sobre el estado de conservación de D. caspius en muchas regiones son escasos. Si bien se sabe que es común en el área de Dobrudja, puede ser raro y estar amenazado en otras áreas. En Drăgăneşti Olt, Rumania, las serpientes muertas en la carretera son una "vista común" para los lugareños. Las muertes relacionadas con el tráfico pueden ser la causa de su disminución en Rumanía. Se sabe que uno de los hábitats observados recientemente, la llanura rumana, está muy afectado por la agricultura. La pérdida de hábitat para la agricultura también puede ser una causa de la disminución de la especie en Rumania.